# Niederroden
Niederroden ist ein Ortsteil der Gemeinde Stödtlen im baden-württembergischen Ostalbkreis mit 69 Einwohnern.
Der Ortsteil grenzt östlich direkt an Stödtlen. Erste urkundliche Erwähnungen finden sich anhand zweier Höfe in Nieder- und Oberroden sowie im Jahr 1270 Höfe zu Roden unter den von den Grafen von Oettingen herrührenden Stiftungsgütern des Klosters Kirchheim.